# Thuwanna-Stadion
Das Thuwanna-Stadion, eigentlich „Thuwunna Youth Training Center Stadium“, meist als „Thuwunna YTC Stadium“ bezeichnet, ist ein Mehrzweckstadion in Myanmars größter Stadt Rangun. Mit seinen 32.000 Sitzplätzen ist es kleiner als das Bogyoke-Aung-San-Stadion, es wird derzeit aber ausgebaut und soll schließlich 50.000 Zuschauern Platz bieten. Da es gegenüber dem Bogyoke-Aung-San-Stadion einen höheren Standard bietet, finden internationale Fußballbegegnungen sowie Leichtathletikwettbewerbe zumeist im Thuwanna-Stadion statt. Die Laufbahn mit ihren acht Bahnen entspricht dem internationalen Standard der IAAF.
Im Mai und September 2010 fanden neun Spiele des AFC President’s Cups 2010 im Thuwanna-Stadion statt, darunter auch das Finale zwischen dem myanmarischen Yadanarbon FC und dem FK Dordoi-Dynamo aus Kirgisistan (1:0 n. V.). Im Juni und Oktober 2012 fanden im Stadion auch Qualifikationsspiele zur U-22-Asien-Asienmeisterschaft 2014 sowie zur Fußball-Südostasienmeisterschaft 2012 statt.
Direkt neben dem Stadion befindet sich das „Thuwunna National Indoor Stadium“, Myanmars bevorzugte Anlage für Hallensportarten.